# ویلیام موریس (تیرانداز ورزشی)
ویلیام موریس (انگلیسی: William Morris؛ زادهٔ ۲۷ ژوئن ۱۹۳۹) ورزشکار اهل ایالات متحده آمریکا است.
وی در مسابقات کشوری و بین‌المللی در مجموع برندهٔ ۱ مدال برنز شده‌است.